# Monapia dilaticollis
Monapia dilaticollis är en spindelart som först beskrevs av Hercule Nicolet 1849.  Monapia dilaticollis ingår i släktet Monapia och familjen spökspindlar. Inga underarter finns listade i Catalogue of Life.